# Янкаускас, Эдгарас
Э́дгарас Янка́ускас (лит. Edgaras Jankauskas; род. 12 марта 1975, Вильнюс) — литовский футболист. Главный тренер сборной Литвы.

## Карьера

### Клубная
Начал карьеру в вильнюсском «Панерисе», в 16 лет перешёл в «Жальгирис». Затем переехал в Россию, где выступал за московские ЦСКА (1996) и «Торпедо-Лужники» (1997). Осенью 1997 года перешёл в бельгийский «Брюгге», заключив контракт на 4,5 года. Сверхуспешно дебютировал в новой команде — в первых 5 играх забил 6 мячей. По итогам сезона вместе с командой стал чемпионом Бельгии. В январе 2000 года стал самым дорогим литовским футболистом, когда испанский «Реал Сосьедад» заплатил за него 2,3 млн €. Через 1,5 года был отдан в аренду португальской «Бенфике» на сезон 2001/02, а затем подписал контракт с клубом Жозе Моуринью «Порту». С последним клубом выиграл два чемпионата Португалии, один Кубок Португалии, Кубок УЕФА и Лигу чемпионов (не играл в финале ни Кубка УЕФА, ни Лиги чемпионов). 
После ухода Моуринью был отдан в аренду во французскую «Ниццу», а в 2005 году подписал контракт с литовским «Каунасом» и был немедленно отдан в аренду шотландскому «Хартсу», которым, как и «Каунасом», владел Владимир Романов. В 2006 году вместе с командой занял второе место в чемпионате и выиграл Кубок Шотландии. В 2007 году подписал контракт с кипрским АЕК из Ларнаки. В декабре 2010 года объявил о завершении футбольной карьеры из-за травм, однако в феврале 2011 года присоединился к воронежскому «Факелу».

### Тренерская
В июле 2011 назначен тренером-переводчиком московского «Локомотива».

## Достижения
- Победитель Лиги чемпионов: 2003/04
- Обладатель Кубка УЕФА: 2002/03
- Обладатель Кубка Литвы: 1993, 1994
- Чемпион Бельгии: 1997/98
- Обладатель Суперкубка Бельгии: 1998
- Чемпион Португалии: 2002/03, 2003/04
- Обладатель Кубка Португалии: 2002/03
- Обладатель Суперкубка Португалии: 2003, 2004
- Обладатель Кубка Шотландии: 2005/06

Личные
- Лучший футболист Литвы (5): 1997, 1998, 2000, 2001, 2004